# Монтроуз Томас Берроуз
Монтроуз Томас Берроуз (1884—1947) — американський біолог та патолог.

## Біографія
Народився у Галстеді в штаті Канзас. Закінчив Канзаський універитет, де здобув ступінь бакалавра. Працював у клініці хірурга Артура Е. Гетцлера (англ. Arthur E Hertzler, 1870—1946).
У 1909 році здобув ступінь доктора медицини в медичній школі Університету Джонса Гопкінса. Звідти перейшов до Інституту Рокфеллера в Нью-Йорку, де працював з Алексісом Каррелем.
У 1912 році почав працювати інструктором у Корнелльскій клініці.
У 1917-1920 роках був асоційованим професором патології Вашингтонського університету, потім лікарем Госпіталю Барнарда 1920-1928 років, а звідти перейшлв до Госпіталю Пасадени.

## Науковий внесок
Берроуз є одним з перших дослідників, що культивували клітини ссавців поза організмом. Вважається автором самого терміну «тканинна культура» (англ. tissue culture).
Разом з Каррелем опублікував 24 статті щодо тканинної культури на 3 мовах у 1910-1912 роках.

## Наукові праці
- Carrel, Alexis; Burrows, Montrose T. (1 березня 1911). CULTIVATION OF TISSUES IN VITRO AND ITS TECHNIQUE. Journal of Experimental Medicine. Т. 13, № 3. с. 387—396. doi:10.1084/jem.13.3.387. ISSN 1540-9538. PMC 2125263. PMID 19867420. Процитовано 16 серпня 2023.{{cite news}}:  Обслуговування CS1: Сторінки з PMC з іншим форматом (посилання)
- Carrel A, Burrows MT. An addition of the technique of the cultivation of tissues in vitro. The Journal of Experimental Medicine. 1911; 14: 244–247(англ.)